# Красное (озеро, Чукотка)
Кра́сное — крупнейшее озеро Анадырской низменности, находится в Анадырском районе Чукотского автономного округа России.
Близ озера расположено село Краснено.

## Исторические сведения
Озеро названо по окрашенным в красные и бурые тона эффузивным породам, слагающим побережье. На первых картах озеро называлась Красняно — так на наречии старожильского русского населения означало «богатое, обильное».
С момента образования Анадырского острога на берегу озера устраивались регулярные ярмарки. Произрастающие в то время вокруг берёза и тополь активно использовались для изготовления нарт.

## Гидрография
Озеро Красное расположено в нижнем течении реки Анадырь и занимает довольно обширную впадину. С запада впадина озера ограничена поднятиями Чикаевских гор (280—390 м), а с востока — отрогами (350—420 м) хребта Рарыткин. Длина озера составляет 35 км, ширина — 15 км, глубина — до 4 метров. Площадь зеркала — 458 км².
Само озеро представляет собой фрагмент старого русла Анадыря. Вместе с тем наличие значительного числа крупных кусков обсидиана по берегам озера и впадающих в него рек может свидетельствовать об участии в формировании котловины озера и древних вулканических процессов. Обитатели Жоховской стоянки привозили обсидиан с берегов озера Красное на Новосибирские острова 9 тыс. лет назад.
Восточные берега озера крутые, а северные и южные — пологие и низменные. Возвышенные участки берега покрыты стлаником, на низкие — кустарником и мхом. Протоками Бурэкууль и Прямая (последняя является судоходной) озеро соединяется с рекой Анадырь.
Озеро Красное подвержено влиянию приливов и сгонно-нагонных ветров, распространяющихся по Анадырю из Анадырского залива. При сгонных ветрах в средней части озера обнажаются отмели. Дно озера неровное и покрыто слоем вязкого ила.
В озеро впадают реки: Берёзовая, Ламутская, Кэйвыльгильвеем, Таляйнын, Кэпэтчакыль и др.

## Ихтиофауна
Красное — место нагула сиговых рыб (нельма, чир, сиг), кроме того здесь обитает щука, летом заходят кета, горбуша, корюшка, арктический голец. Сразу после схода льда в водоём заходят небольшие стада белух.
Озеро и окрестности находятся на территории проектируемого водного памятника природы «Озеро Красное».